# Ernest Mouchez
Ernest Amédée Barthélemy Mouchez (también citado como Amédée Mouchez y como Amiral Mouchez o Almirante Mouchez) (24 de agosto de 1821 – 29 de junio de 1892) fue un oficial naval francés. Director del Observatorio de París desde 1878, fue el promotor del malogrado proyecto astronómico de la Carte du Ciel (una misión internacional ideada para fotografiar con gran detalle toda la bóveda celeste) iniciado en 1887.

## Biografía
Mouchez nació en Madrid, España, en 1821. Era el segundo hijo de Jacques Barthélémy Mouchez, que había salido de Francia hacia 1816 para instalarse en Madrid como encargado de las pelucas del rey Fernando VII de España (cargo que mantuvo hasta la muerte del rey en 1833, instalándose en París en 1834), y de su primera esposa Louise Cécile Mouchez.
En 1843 inició su carrera en la Marina Francesa durante un periodo de relativa paz marítima internacional, por lo que muchas de las actividades de la armada se orientaron hacia la exploración y los descubrimientos. Mouchez se dedicó inicialmente a la realización de estudios hidrográficos a lo largo de las costas de Corea, China y América del Sur, remontando 320 km el río Paraguay y explorando el archipiélago de Abrojos. Mejoró los sistemas de medición de distancias en el mar, adaptando instrumentos terrestres para su uso naval, y centrándose especialmente  en los problemas de determinación de la longitud geográfica. Desarrolló el uso del teodolito y del círculo meridiano para minimizar el error en la determinación de la longitud, reduciéndolo de unos 30″ a tan solo 3-4″.
Ascendido al rango de capitán en 1868, se embarcó en una serie de expediciones dedicadas a cartografiar la costa de Argelia. En 1870, durante la Guerra franco-prusiana, recibió una mención por su heroica defensa del puerto de El Havre.
Regresó a sus trabajos en Argelia, que finalizó en 1873, cuando fue elegido para formar parte del Bureau des Longitudes, y al año siguiente la Academia de Ciencias  le designó para observar el tránsito de Venus en la isla de San Pablo en el océano Índico. El 9 de diciembre obtuvo una magnífica secuencia de placas fotográficas del acontecimiento astronómico.
En 1875, la Academia lo eligió miembro de la sección de astronomía. Ascendido a contralmirante en 1878, asumió el cargo de director del Observatorio de París, que había caído en el abandono y había perdido su reputación desde el caos de la guerra de 1870 y de los acontecimientos de la Comuna de París de 1871. Mouchez propuso un programa de reconstrucción, pero no pudo persuadir al gobierno para que financiara un nuevo observatorio fuera del centro de París.
En 1887, colaboró con el astrónomo británico David Gill en la organización de una conferencia astronómica internacional en París. El resultado principal de la conferencia fue un proyecto internacional para compilar e indizar un atlas fotográfico de los cielos, denominado la Carte du Ciel. El proyecto supuso un esfuerzo colosal a lo largo de varias décadas, quedando obsoleto antes de su finalización frente a los métodos astronómicos modernos.
Mouchez murió en Wissous, Sena y Oise.

## Trabajos
- Recherches sur la longitude de la côte orientale de l'Amérique du sud (1866)
- Rio de la Plata. Description et instructions nautiques (1873)
- Instructions nautiques sur les côtes d'Algérie  (1879)
- Rapport annuel de l'Observatoire de Paris (1885-1892)
- La photographie astronomique à l'Observatoire de Paris et de la Carte de ciel (1887)
- Instructions nautiques sur les côtes du Brésil (1890)
- Obras digitalizadas sobre la biblioteca digital del Observatorio de París

## Honores
- Le Havre posee una estatua conmemorativa en su nombre, inaugurada por Benjamin Baillaud en 1921.
- Una calle de París también recibió su nombre.

## Eponimia
- El cráter lunar Mouchez lleva este nombre en su memoria.[6]